# نجيب غميض
نجيب غميض، ولد يوم 12 مارس 1953، لاعب كرة قدم تونسي يشغل خطة متوسط ميدان دفاعي. لعب لصالح شبيبة العمران والنادي الإفريقي واتحاد جدة. هو أحد المشاركين مع المنتخب الوطني التونسي في نهائيات كأس العالم 1978 بالأرجنتين. يوم 2 جوان 1978، في روساريو، سجل هدف السبق أمام المكسيك وفازت تونس حينها بثلاثة أهداف مقابل هدف وهي أول انتصار في تاريخ القارة الإفريقية والعالم العربي في مباراة كأس عالم

## وصلات خارجية
- نجيب غميض على موقع الاتحاد الدولي (مؤرشف)  (الإنجليزية)
- نجيب غميض على موقع قاعدة بيانات كرة القدم.إي يو (الإنجليزية)
- نجيب غميض على موقع ناشيونال فوتبول تيمز (الإنجليزية)
- نجيب غميض على موقع Soccerway.com (الإنجليزية)
- نجيب غميض على موقع عالم كرة القدم.نت (الإنجليزية)